# هیسکوو
هیسکوو (به چکی: Hýskov) یک منطقهٔ مسکونی در جمهوری چک است که در ناحیه بروون واقع شده‌است. هیسکوو ۶٫۴۰ کیلومتر مربع مساحت و ۱٬۵۶۷ نفر جمعیت دارد و ۲۶۶ متر بالاتر از سطح دریا واقع شده‌است.